# Dopiewo
Dopiewo è un comune rurale polacco del distretto di Poznań, nel voivodato della Grande Polonia.
Ricopre una superficie di 108,1 km² e nel 2006 contava 13 258 abitanti.